# Jacques de Constantinople
 Jacques de Constantinople (en grec : Ιάκωβος) est patriarche de Constantinople à trois reprises :
1. du 10 août 1679 au 30 juillet 1682 ;
2. du 20 mars 1685 vers fin mars 1686 ;
3. du 12 octobre 1687 au 3 mars 1688.